# Mnišský rybník
Mnišský rybník je rybník a přírodní památka na jihu Nové Bystřice v okrese Jindřichův Hradec v Jihočeském kraji. Předmětem ochrany v přírodní památce je populace puchýřky útlé a dalších druhů typických pro extenzivně využívané mezotrofní rybníky.

## Historie
Na Mnišském rybníku hospodaří společnost Rybářství Kardašova Řečice, které ho využívá k chovu kapra, amura, lína a candáta. Chráněné území vyhlásil Krajský úřad Jihočeského kraje v kategorii přírodní památka s účinností od 27. května 2022.

## Přírodní poměry
Přírodní památka s rozlohou 25,64 hektarů leží v nadmořské výšce 581–582 metrů v katastrálním území Mnich u Nové Bystřice na jihu města Nová Bystřice.

### Abiotické poměry
Geologické podloží tvoří dvojslídná žula moldanubického plutonu, pro kterou jsou charakteristické velké vyrostlice živců. Ve sníženině využité k vybudování rybniční soustavy je žula překryta písčitými hlínami a hlinitými písky. Na severozápadní straně rybníka se nachází mělké slatiniště. V geomorfologickém členění Česka přírodní památka leží v Javořické vrchovině, konkrétně v jejím podcelku Novobystřická vrchovina a v jižní části okrsku Albeřská kotlina. Okolní krajinu tvoří mírně zvlněné až ploché údolí říčky Dračice. Na nepodmáčených svazích se vyvinula kambizem dystrická, ale v terénních sníženinách se objevuje glej a glej organozemní. V prostoru slatiniště se vyvinula organozem.
Plocha rybníka měří 22,8 hektarů, z čehož využitelná vodní plocha tvoří 20,8 hektarů a zbývající část připadá na litorální pásmo. Hloubka rybníka dosahuje až čtyř metrů, ale v průměru se pohybuje okolo 0,5 metru. Rybník je součástí rozsáhlé rybniční soustavy o více než dvaceti rybnících a slouží k extenzivnímu až polointenzivnímu chovu ryb. Napájí jej říčka Dračice. Dno je z velké části písčité, ale podél středové stoky zabahněné.
V rámci Quittovy klasifikace podnebí se přírodní památka nachází v mírně teplé oblasti MT7, pro niž jsou typické průměrné teploty −2 až −3 °C v lednu a 16–17 °C v červenci. Roční úhrn srážek dosahuje 650–750 milimetrů, počet letních dnů je třicet a čtyřicet, mrazových dnů 110–130 a sníh v ní leží šedesát až osmdesát dnů v roce.

### Flóra
Rybník je významný výskytem společenstva vegetace obnažených den s bahničkou vejčitou (Eleocharis ovata) a ostřicí šáchorovitou (Carex bohemica) a blatěnkou vodní (Limosella aquatica). Při průzkumu v roce 2019 nebyl vzhledem k vysokému stavu vody ani jeden druh nalezen, ale rybník pro ně představuje vhodný biotop, a jejich výskyt se předpokládá.

### Fauna
Rybník poskytuje životní prostředí pro řadu obojživelníků a ptáků. Největší populaci s počty až stovek jedinců v něm má skokan krátkonohý (Pelophylax lessonae) a v menším množství byl prokázán také skokan zelený (Pelophylax esculentus). U ptáků bylo v křovinách na severozápadním břehu rybníka prokázáno hnízdění jednoho páru ťuhýka obecného (Lanius collurio). Z dalších druhů byli pozorováni čáp černý (Ciconia nigra), kopřivka obecná (Anas strepera), moták pochop (Circus aeruginosus), pisík obecný (Actitis hypoleucos), potápka roháč (Podiceps cristatus) a při přeletech za potravou vlaštovka obecná (Hirundo rustica).

## Ochrana přírody
Cílem ochranářských opatření je udržení vhodných podmínek pro populaci silně ohrožené puchýřky útlé a další druhů rostlina a živočichů vázaných na extenzivně využívané mezotrofní rybníky. Území se částečně překrývá se stejnojmennou evropsky významnou lokalitou.